# Groß Gievitz
Groß Gievitz è una frazione del comune tedesco di Peenehagen, nel Meclemburgo-Pomerania Anteriore.

## Storia
Groß Gievitz fu citata per la prima volta nel 1316, e costituiva un piccolo centro rurale.
Il 1º gennaio 2012 il comune di Groß Gievitz fu fuso con i comuni di Hinrichshagen e Lansen-Schönau, formando il nuovo comune di Peenehagen.